# Премия «За мирный атом»

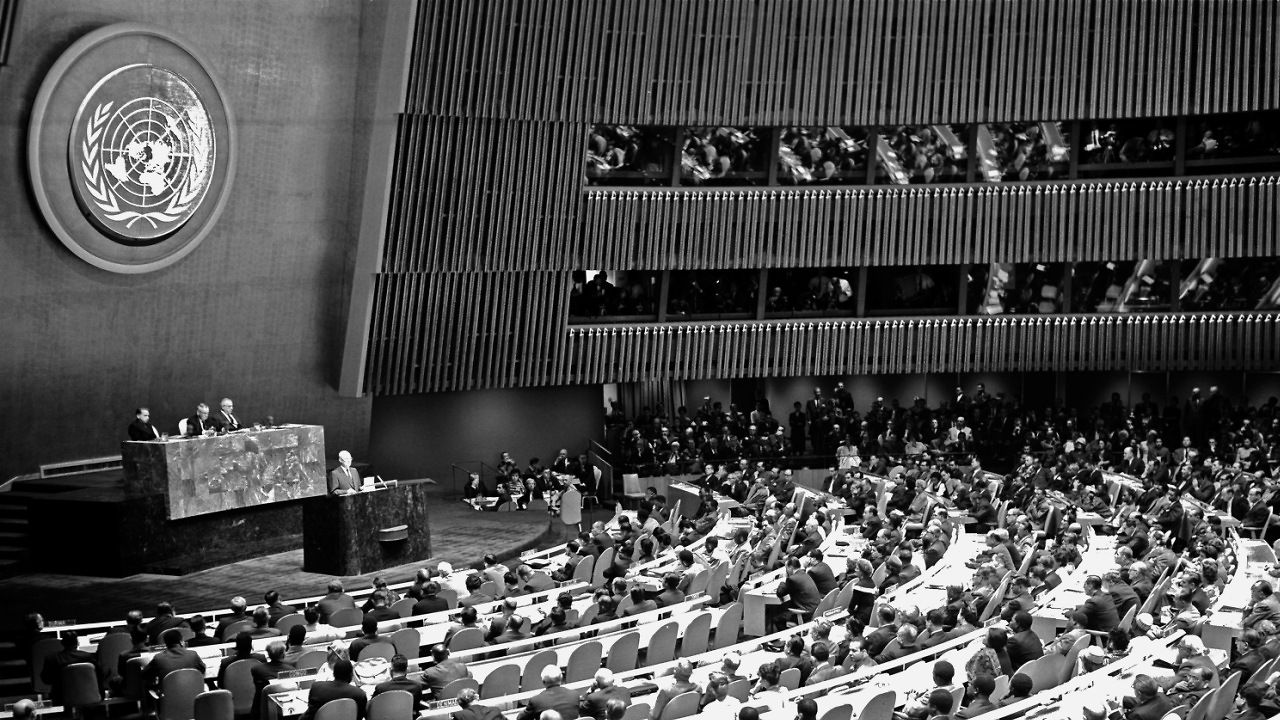
Выступление президента США Дуайта Д. Эйзенхауэра «Атомы для мира» в ООН

Премия «За мирный атом» (др. название — Премия «Атомы для мира», англ. Atoms for Peace Award) была учреждена в 1955 году за счет гранта 1 000 000 долларов от Фонда Ford Motor Company. Была создана независимая организация Atoms for Peace, Inc для управления премией за разработку или применение ядерных технологий в мирных целях. Премия была учреждена в ответ на выступление президента США Дуайта Д. Эйзенхауэра «Атомы для мира» в Организации Объединенных Наций 8 декабря 1953 года.
Комитет Премии по планированию возглавил Джеймс Райн Киллиан, президент Массачусетского технологического института. Ему помогали шесть других членов (попечителей). На основе предложений организаций или частных лиц комитет выбрал победителя (победителей) без учета национальности или политических взглядов лауреата. Предложения не ограничивались учеными и инженерами, а были призваны выявить в целом тех людей, которые, по мнению наградной комиссии, внесли наибольший вклад в мирное использование атомной энергии за рассматриваемый период. Если комитету не удавалось согласовать одного или нескольких лауреатов премии в течение года, награждение приостанавливалось на этот год и дополнительно проводилось в следующем году. Комитет по наградам пользовался поддержкой созданного им консультативного комитета, который осуществлял предварительный отбор из предложений, полученных в течение одного года, и направлял результат в комитет по наградам, принимавший окончательное решение.
23 лауреатами стали:
- 1957 – Нильс Бор[13]
- 1958 – Дьёордь де Хевеши
- 1959 – Лео Силард и Юджин Пауль Вигнер
- 1960 – Элвин Вайнберг и Уолтер Зинн.
- 1961 – сэр Джон Кокрофт
- 1963 - Эдвин Макмиллан и Владимир Иосифович Векслер
- 1967 – Исидор Раби, В. Беннетт Льюис (W. Bennett Lewis) и Бертран Гольдшмидт (Bertrand Goldschmid)
- 1968 — Сигвард Эклунд (Sigvard Eklund), Абдус Салам и Генри Девульф Смит.
- 1969 — Оге Нильс Бор, Бен Рой Моттельсон, Флойд Л. Каллер-младший (Floyd L. Culler, Jr.), Генри Каплан (Henry Kaplan), Энтони Туркевич (Anthony L. Turkevich), Михаил Соломонович Иоффе[14] и Комптон А. Ренни (Compton A. Rennie)
- 1969 – Дуайт Эйзенхауэр

## Внешние ссылки
- Файлы, относящиеся к награде и ее вручению в библиотеках Массачусетского технологического института